# Rozgarty (powiat grudziądzki)
Rozgarty – wieś w Polsce położona w województwie kujawsko-pomorskim, w powiecie grudziądzkim, w gminie Grudziądz.

## Podział administracyjny
W latach 1975–1998 miejscowość należała administracyjnie do województwa toruńskiego.

## Historia
W 1868 roku w Rozgartach znajdowały się 34 budynki, 10 domów mieszkalnych, zamieszkanych przez 90 osób, głównie ewangelików. W 1887 roku liczba domów mieszkalnych wynosiła 13, zamieszkiwały je 132 osoby. Na terenie wsi znajdowała się szkoła ewangelicka prowadzona przez jednego nauczyciela. W roku 2000 wieś liczyła 103 mieszkańców, a 8 lat później (2011 r.) według Narodowego Spisu Powszechnego było ich 96. Jest 29. co do wielkości miejscowości gminy Grudziądz.